# Siconolfo di Salerno
Siconolfo (... – 851) è stato un principe longobardo, primo principe di Salerno e principe di Benevento dall'832 all'839.

## Biografia
Era fratello di Sicardo, assassinato dal pretendente Radelchi. In reazione all'uccisione di Sicardo, il popolo di Salerno, sottoposto alla signoria beneventana, proclamò principe Siconolfo (che era stato esiliato dal fratello a Taranto e costretto al sacerdozio), in opposizione a Radelchi che nel frattempo veniva acclamato principe a Benevento. Fra i due scoppiò una lunga e accesa guerra che portò all'intervento armato in Italia dei mercenari musulmani. Fu infatti Radelchi il primo a chiamare in proprio soccorso i Saraceni nell'841, seguito poi dallo stesso Siconolfo che fece altrettanto contro il suo rivale, al quale inflisse nell'843 una pesante sconfitta alle Forche Caudine.
La guerra per la successione durò oltre dieci anni, durante i quali i saraceni seminarono ovunque devastazioni, assalendo e depredando molte chiese. Solo nell'851 si giunse ad una pacificazione grazie all'intervento dell'imperatore Ludovico II il Giovane, anche re d'Italia, che si recò nel Mezzogiorno e convalidò l'accordo di massima già intervenuto fra i due contendenti. Col capitolare dell'851 fu sancita la divisione dei territori del Principato di Benevento, da cui nacque il Principato di Salerno. Siconolfo fu confermato principe di Salerno dallo stesso imperatore. Il nuovo principato comprendeva, fra le altre, le città di Taranto, Cassano, Cosenza, Paestum, Conza, Sarno, Cimitile, Capua, Teano e Sora. Nell'inverno di quello stesso anno, però, ferito (o colpito da violenta febbre secondo altri) durante una battuta di caccia, Siconolfo morì e il trono di Salerno fu ereditato dal figlio Sicone.

## Matrimonio
Sposò Itta di Spoleto, figlia di Lamberto I di Nantes, della stirpe dei Guideschi.